# Andreas Wecker
Andreas Wecker, (Straßfurt, 2 de janeiro de 1970) foi um ginasta que competiu em provas de ginástica artística pela nação - Oriental e Alemanha.
Wecker é o detentor de cinco medalhas olímpicas, conquistadas em três diferentes edições. Na primeira, os Jogos de Seoul, em 1988, foi o medalhista de prata na disputa por equipes. Quatro anos mais tarde, subiu ao pódio três vezes: como vice-campeão da barra fixa, e como terceiro colocado do cavalo com alças e das argolas. Em 1996, nas Olimpíadas de Atlanta, conquistou sua primeira medalha de ouro olímpica, ao vencer a prova da barra fixa, quando superou o russo Alexei Nemov e o bielorrusso Vitaly Scherbo.